# غريدي توماس
غريدي توماس (بالإنجليزية: Grady Thomas)‏ هو مغني أمريكي، ولد في 5 يناير 1941 في نيوآرك في الولايات المتحدة.

## وصلات خارجية
- غريدي توماس على موقع ميوزك برينز (الإنجليزية)
- غريدي توماس على موقع ديسكوغز (الإنجليزية)